# سوسمار غربی
سوسمار غربی (نام علمی: Plestiodon skiltonianus) نام یک گونه از تیره سقنقور است.